# شروم
شروم (به آلمانی: Schrum) یک شهر در آلمان است که در دیمارشن واقع شده‌است. شروم ۷۷ نفر جمعیت دارد.